# Cura (mitologia)
Cura és una divinitat de l'antiga Roma. Representa l'atenció i la inquietud, en un mite de la creació de l'home. El mite de Cura es troba a la compilació de llegendes anomenat Fabularum, obra atribuïda a Gai Juli Higí.

## Mite
Segons la narració d'Higí, Cura era un dona jove. Una vegada veient el fang argilós a la vora d'un riu que travessava, el va agafar pensativa i va començar a modelar la forma d'un home. Una vegada acabada la figura va demanar a Júpiter que li donés la vida infonent-li l'esperit o alè (spiritus). Júpiter consentí, però quan la dona va demanar-li permís al déu per donar a l'home el seu propi nom, Júpiter li ho va prohibir. Mentre discutien va aparèixer Tellus la deessa de la terra i va declarar que l'home havia de portar el seu nom, perquè havia estat format a partir del seu propi cos.
Finalment va arribar Saturn per posar pau i va decidir que com l'alè de l'home havia estat donat per Júpiter, aquest recuperaria l'esperit després de la mort. Tellus tindria el cos de l'home després de la mort. Mentrestant, com que Cura l'havia creat, tindria cura de l'home durant la seva vida. Finalment Saturn va dictaminar que la nova criatura rebés el nom d'homo (home) en llatí, en concessió a Tellus, ja que havia estat format a partir de l'humus (terra).

## Conclusions
Aquest mite romà va cridar l'atenció del filòsof alemany Martin Heidegger. que va veure en el fet que Cura, una dona o figura femenina preexistent, fos la creadora de l'home, una inversió de la creació segons el Gènesi, en el qual la dona és creada al final.